# Parafia Ścięcia św. Jana Chrzciciela w Chojnicach
Parafia Ścięcia św. Jana Chrzciciela w Chojnicach – rzymskokatolicka parafia w Chojnicach, należąca do dekanatu Chojnice diecezji pelplińskiej. Kościół parafialny to Bazylika Ścięcia św. Jana Chrzciciela w Chojnicach a kościół filialny to Kościół Zwiastowania Najświętszej Maryi Panny w Chojnicach.

## Kalendarium
| 1772 | ok. 1600 |
| 1809 | ok. 2000 |
| 1840 | 2353     |
| 1848 | 3236     |
| 1867 | 4112     |
| 1872 | 4712     |
| 1879 | 5789     |
| 1888 | 6747     |
| 1898 | 7184     |
| 1904 | 8024     |
| 1913 | 10218    |
| 1921 | 9867     |
| 1927 | 12155    |
| 1928 | 13972    |
| 1935 | 17169    |
| 1936 | 16152    |
| 1939 | 17261    |
| 1948 | 14791    |
| 1957 | 18900    |
| 1973 | 24189    |
| 1977 | 19800    |
| 1983 | 19500    |
| 1989 | 11250    |
| 1995 | 9217     |
| 2000 | 8335     |

- XII wiek - Powstanie parafii.
- 1340 - Początek budowy bazyliki.
- 1410 - Pierwsza wzmianka o tym, że Chojnice były dekanatem a chojnicka bazylika była siedzibą dziekanów. Dekanat istniał do okresu reformacji.
- 1360 - Ukończenie budowy bazyliki.
- 1365 - Konsekracja kościoła przez biskupa Piotra z Gniezna, sufragana arcybiskupa Bogorii Skotnickiego.
- 1466 - Patronat nad chojnicką bazyliką objął Kazimierz Jagiellończyk.
- 1512 - Chojnice stały się częścią archidiakonatu kamieńskiego.
- 1555 - Przejęcie kościoła przez protestantów, w zamieszkach przed kościołem zginął proboszcz ks. Sińcki.
- 1616 - Oddanie kościoła katolikom.
- 1619 - Wizyta prymasa polski abp Wawrzyńca Gembickiego.
- 1657 - Pożar kościoła. Odbudowa trwała 21 lat.
- 1733 - Drugi pożar kościoła. Jednocześnie spłonęło archiwum parafialne.
- 1741 - Wizyta prymasa polski kard. Krzysztofa Antoniego Szembeka.
- 1821 - Parafia zostaje włączona do diecezji chełmińskiej.
- 1924 - Zostaje odbudowane sklepienie kościoła zniszczone w czasie pożarów.
- 1939 - Wybuch wojny i zniszczenie wszystkich witraży.
- 1945 - Trzeci pożar świątyni. Odbudowa trwała 10 lat.
- 1953 - Wizyta prymasa polski kard. Stefana Wyszyńskiego.
- 1961 - Parafia została nawiedzona przez obraz Matki Bożej Częstochowskiej. Parafię odwiedzili prymas Polski kard. Wyszyński, generał zakonu ojców paulinów, wielu biskupów, infułatów, prałatów, kanoników, szambelanów.
- 1993 - Chojnicka fara otrzymuje godność Bazyliki Mniejszej.
- 1994 - W pierwszą rocznicę nadania tytułu Bazyliki Mniejszej Chojnice odwiedzili prymas polski kard. Józef Glemp oraz nuncjusz apostolski abp Józef Kowalczyk.
- 2012 - Parafię odwiedził prymas Polski abp Henryk Muszyński.

## Proboszczowie
| Proboszcz                       | Lata urzędowania | Uwagi                                                          |
| ------------------------------- | ---------------- | -------------------------------------------------------------- |
| Ks. Konrad                      | 1365 – 1383      |                                                                |
| Ks. Jan Kurt                    | 1383 -           |                                                                |
| Ks. Mikołaj                     | 1410 -           |                                                                |
| Ks. Jan Rogge                   | 1415 -           |                                                                |
| Ks. Jan Tyloms                  | 1445 -           |                                                                |
| Ks. Dawid Konnersyn             | 1492 – 1523      |                                                                |
| Ks. Balcer Lewalt – Jezierski   | 1534-            |                                                                |
| Ks. Sińcki                      | 1555-            |                                                                |
| Ks. Kasper Jeszko               |                  | Przedstawiony przez króla, ale nie zatwierdzony przez prymasa. |
| Ks. Jan Wysocki                 |                  |                                                                |
| Ks. Jakub Techa                 | 1572 -           |                                                                |
| Ks. Jan Elard                   |                  | Przedstawiony przez króla, ale nie instytuowany.               |
| Ks. Jan Nowodworski             | 1599 -           |                                                                |
| Ks. Jan Gleissen Doręgowski     | 1611 -           |                                                                |
| Ks. Mateusz Rautenberg          | 1628 – 1632      |                                                                |
| Ks. Jan Banner                  | 1632 – 1675      |                                                                |
| Ks. Remigiusz Michał Jezierski  | 1675 – 1713      |                                                                |
| Ks. Józef Erazm Platern         | 1714 – 1723      |                                                                |
| Ks. Józef Blistron              | 1723 – 1734      |                                                                |
| Ks. Józef Trzebiatowski         | 1735 – 1748      |                                                                |
| Ks. Jakub Antoni Rolbiecki      | 1748 – 1776      |                                                                |
| Ks. Stanisław Treliński         | 1778 – 1790      |                                                                |
| Ks. Wojciech Józef Szeinert     | 1791 -1792       |                                                                |
| Ks. Marcin Jan Nepomucen Thiede | 1793 – 1819      |                                                                |
| Ks. Krystian Warnecke           | 1821-1825        |                                                                |
| Ks. Franciszek Larisch          | 1826 – 1834      |                                                                |
| Ks. Franciszek Semrau           | 1836 – 1839      |                                                                |
| Ks. Knauer                      |                  | Administrował w latach 1839 – 1842                             |
| Ks. Edward Feller               | 1842 – 1860      |                                                                |
| Ks. Teodor Guttmann             |                  | Administrował przez 5 miesięcy.                                |
| Ks. Augustyn Behrendt           | 1860 – 1887      |                                                                |
| Ks. Leon Boenig                 | 1887 – 1922      |                                                                |
| Ks. Bolesław Makowski           | 1922 – 1934      |                                                                |
| Ks. Kazimierz Kłopocki          | 1935 – 1936      |                                                                |
| Ks. Paweł Marchlewski           | 1936 – 1939      |                                                                |
| Ks. Brunon Rheband              |                  | Administrował przez całą wojnę.                                |
| Ks. Wincenty Górecki            | 1945             | Przez 5 miesięcy.                                              |
| Ks. Bernard Czapliński          | 1945 – 1946      | Późniejszy biskup chełmiński.                                  |
| Ks. Arkadiusz Liss              | 1947 – 1974      |                                                                |
| Ks. Roman Lewandowski           | 1975 – 1999      |                                                                |
| Ks. Jacek Dawidowski            | 1999 – nadal     |                                                                |

## Zasięg parafii
Parafia obejmuje następujące ulice:
Angowice, Angowicka, Bankowa, Batorego, Bielickiej, Boczna, Boisko Kolejowe, al. Brzozowa (nry nieparzyste 1 - 29 oraz nry parzyste), Bytowska, Cechowa, Chojnaty, Czarna Droga, Derdowskiego, Dworcowa, Działkowa, Gdańska (1 i 3), Gimnazjalna, Grunowo, Grunwaldzka, pl. Jagielloński, pl. św. Jerzego, Kaszubska, Kilińskiego, Kościerska, Kościuszki, Koszarowa, Krasickiego, Kręta, Lichnowska, Lipowa, Łukowicza, Łużycka, Mestwina (1-9), Mickiewicza, Młodzieżowa (numery parzyste), Młyńska, Myśliboja, pl. Niepodległości, Nowe Miasto, Ogrodowa, Okrężna, Parkowa, Pietruszkowa, Piłsudskiego, św. Piotra, Pocztowa, Podgórna, Podmurna, Prochowa (numery nieparzyste oraz parzyste 6-26), Przemysłowa, Rolbieckiego, Sędzickiego, Składowa, Spacerowa, Staroszkolna, Stary Rynek, 31 Stycznia, Strzelecka, Sukienników, Szeroka, Szewska, Szpitalna, Swarożyca, Świętopełka (numery parzyste), Targowa, Towarowa, Warszawska, Waryńskiego, Widokowa, Wysoka, Zaborska, Zielona.
Niektóre z ulic należą do parafii Ścięcia Świętego Jana Chrzciciela w Chojnicach tylko częściowo.